# Macalpinomyces simplex
Macalpinomyces simplex är en svampart som beskrevs av Vánky 2000. Macalpinomyces simplex ingår i släktet Macalpinomyces och familjen Ustilaginaceae.   Inga underarter finns listade i Catalogue of Life.